# René Pierre François Morand
Pour les articles homonymes, voir Morand.
René Pierre François Morand est un homme politique français né en 1744 à La Commanderie-du-Temple (Deux-Sèvres) et mort en 1813 à Boursonne (Oise).

## Biographie
Fils d'un avocat, il est médecin à Niort et inspecteur des eaux minérales. Officier municipal en 1789, secrétaire général de l'administration du département en 1791 et commissaire du directoire, il est élu député des Deux-Sèvres au Conseil des Anciens le 22 germinal an V. Favorable au coup d'État du 18 Brumaire, il siège au corps législatif jusqu'en 1806.